# Bombino nero
Le bombino nero est un cépage italien de raisins rouges.

## Origine et répartition géographique
Il provient du sud de l’Italie.
Il est classé cépage d'appoint en DOC Castel del Monte rosso et Castel del Monte rosato.
Il est classé recommandé dans la région des Pouilles et autorisé en Sardaigne, Basilicate et Latium. En 1998, elle couvrait 2 000 ha.
Il est appelé Cesanese comune ou Cesanese nero dans le Latium.

## Caractères ampélographiques
- Extrémité du jeune rameau cotonneux blanc à lisière carminée.
- Jeunes feuilles duveteuses à plages bronzées.
- Feuilles adultes, à 5 lobes avec des sinus supérieurs assez profonds, un sinus pétiolaire en lyre fermée, des dents ogivales et grandes, un limbe duveteux et les nervures pubescentes.

## Aptitudes culturales
La maturité est de troisième époque tardive: 35 jours après le chasselas.

## Potentiel technologique
Les grappes et les baies sont de taille moyenne. La grappe légèrement conique et ailée ressemble à un enfant d’où son nom bombino qui viendrait du mot italien bambino.
Il donne des vins peu colorés convenant ainsi à l'assemblage avec les cépages uva di Troia, malvasia nera di Basilicata, malvasia nera di Brindisi, malvasia nera di Lecce, aglianico et Montepulciano

## Synonymes
Le bombino nero est connu sous les noms de bambino, buonvino, buonvino nero, calatamuro nero, cesanese, cola tamburo nero, ferrigno nero, mangiatoria, sancinella.